# 巴斯德研究院
巴斯德研究院（法語：Institut Pasteur，發音：[ɛ̃stity pastœʁ]）總部位於巴黎，是法國的一個私立非營利研究中心，致力於生物學、微生物學、疾病和疫苗的相關研究。其創建者路易·巴斯德於1885年研發出第一劑狂犬病疫苗和第一剂炭疽病疫苗。

## 歷史
1887年6月4日，巴斯德研究院在法国巴黎成立。 1888年11月4日，於隔年獲國家認可而開始營運。
此後巴斯德研究院對於傳染病的防治研究一直處於領先地位，1983年成為第一個成功分離出人类免疫缺陷病毒（HIV）的機構，對於白喉、破傷風、結核、小兒麻痺、流行性感冒、黃熱病和鼠疫等疾病，也成就許多革命性的發現，自1908年起，共有10位科學家於此機構獲得諾貝爾生理醫學獎。其中的研究者包括：
- 阿尔贝·卡尔梅特与助手卡米耶·介朗共同研发出对抗结核病的卡介苗（BCG），并发明了最早的抗蛇毒血清——卡尔梅特血清（Calmette's serum）。[6][7]
- 沃尔德玛·哈夫金，研发出了人类第一剂霍乱疫苗和第一剂鼠疫疫苗。[8]

## 外部連結
- Institut Pasteur 官方網站 （页面存档备份，存于）（法文）

48°50′24″N 2°18′42″E / 48.84000°N 2.31167°E